# Troxler-Effekt

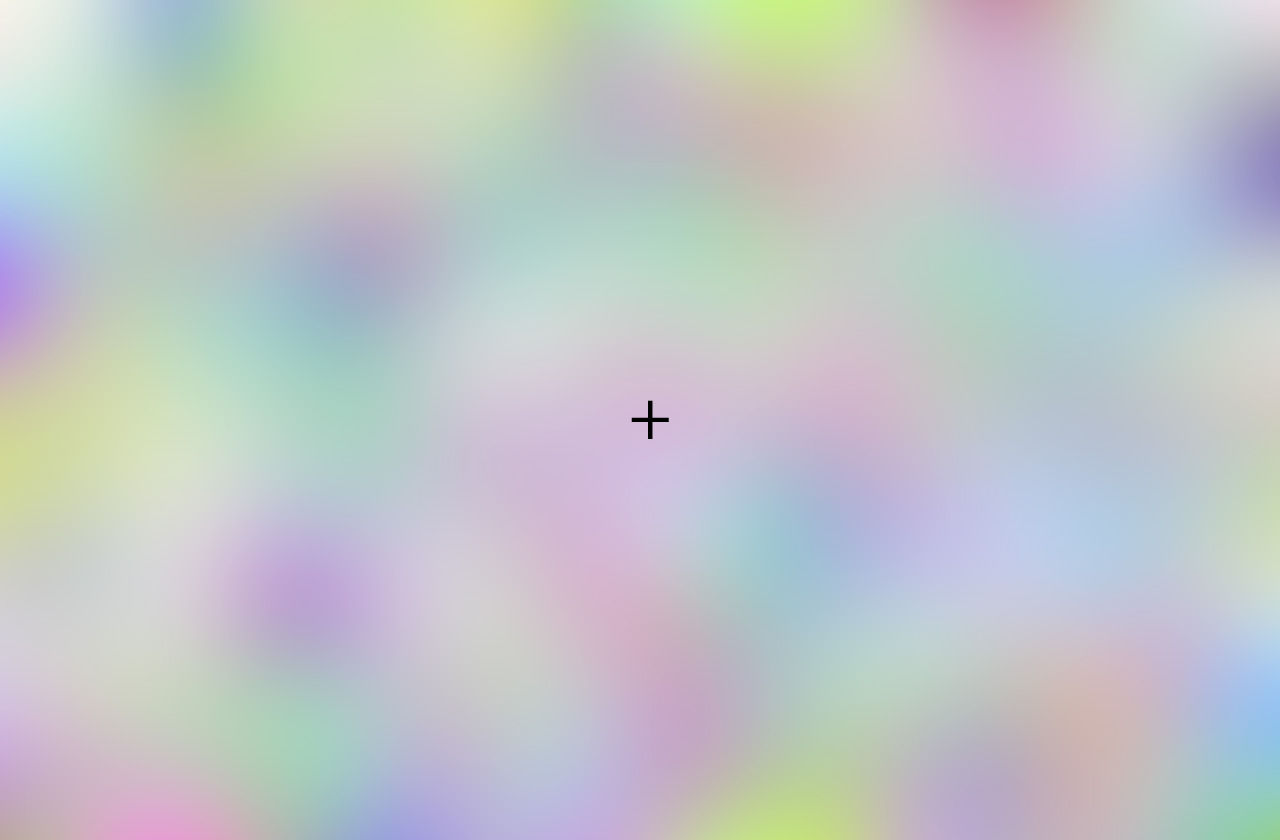
Der Troxler-Effekt, demonstriert anhand eines Gaußschen Farbrauschens: beim Fixieren der Mitte des voll aufgelösten Bildes aus kurzer Distanz verschwinden die Farbunterschiede nach einigen Sekunden scheinbar.

Der Troxler-Effekt ist ein 1804 von Ignaz Paul Vitalis Troxler beschriebenes Phänomen der visuellen Wahrnehmung, das infolge lokaler Adaptation von Netzhautarealen auftritt.
Die Adaptation des Auges ist ein physiologischer Vorgang der Anpassung der Retina an die Reizintensität. Bei auf umschriebene Retinabereiche beschränkten Anpassungsprozessen spricht man auch von Lokaladaptation. Dabei passen sich Netzhautareale anhaltenden oder wiederkehrenden Reizen ähnlicher Intensität so an, dass ihre Empfindlichkeit abnimmt. Ohne wesentliche Reizänderungen auf die gleichen Areale der Netzhaut projizierte Bilder rufen daher neuronale Erregungsmuster hervor, deren Signalstärke sich fortschreitend verringert. Dies kann nach einer Weile zum Verlust der Wahrnehmbarkeit von visuell am gleichen Ort unverändert oder wiederholt präsentierten Objekten führen: dem Troxler-Effekt.

Bei längerem Betrachten des Bildes verblassen nach etwa 20 Sekunden die farbigen Kreise, sofern Augenbewegungen unterdrückt werden. Einige Betrachter sehen an Stelle der Lücke einen wandernden hellgrünen Kreis als Sukzessivkontrast.

Dies gilt natürlich auch für jene der Photorezeptor-Schicht überlagerten Strukturen der Netzhaut, die von Licht passiert werden, bevor es die Sinneszellen erreicht. Beispielsweise werden so die zarten Blutgefäße der Netzhaut auf die Lage der Rezeptoren projiziert und abgebildet, zumeist ohne visuell wahrgenommen zu werden.
Fertigt man eine Blende, indem man mit einer Nadel ein kleines Loch in ein Stück Papier sticht und durch dieses Loch sieht, und lässt deren Öffnung vor dem Auge kreisförmig mit einem Radius von einem Zentimeter um einen Mittelpunkt rotieren, so ändert man durch veränderten Einfallswinkel die Wahrnehmungsbedingungen. Die Adern des Auges werfen während der Drehbewegung Schatten auf die Netzhaut, die das Gehirn durch die Bewegung dieser Schatten wieder wahrnehmen kann.
Im täglichen Leben wird das Auftreten der Lokaladaptation durch permanente Mikrosakkaden des Auges verhindert. Das Phänomen tritt bei peripher wahrgenommenen Reizen aufgrund der in der Netzhautperipherie größeren rezeptiven Felder deutlicher zu Tage. Je größer ein rezeptives Feld ist, umso geringer ist die relative Auswirkung einer Mikrosakkade.